# Poudis
Poudis település Franciaországban, Tarn megyében. Lakosainak száma 271 fő (2022. január 1.). Poudis Blan, Garrevaques, Montgey, Palleville és Puylaurens községekkel határos.

## Népesség
A település népességének változása:
| Lakosok száma | 242  | 254  | 261  | 259  | 260  | 261  | 264  | 266  | 271  |
|               | 2013 | 2015 | 2016 | 2017 | 2018 | 2019 | 2020 | 2021 | 2022 |